# Usatove (aldea)
Usatove  (ucraniano: Усатове) es una localidad del Raión de Odesa en el Óblast de Odesa de Ucrania. Según el censo de 2001, tiene una población de 1210 habitantes.